# إميليو غارسيا غوميز
إميليو غارسيا غوميز (بالإسبانية: Emilio García Gómez)‏ (4 يونيو 1905 - 31 مايو 1995)، هو مستشرق إسباني. لقب بـ شيخ المستعربين الإسبان. أثرى المكتبة الإنسانية بمجموعة قيمة من الأبحاث والكتب والترجمات.
ولد في 4 يونيو 1905 بالعاصمة مدريد، وعشق منذ سنوات عمره المبكر الأدب العربي بعامة والأندلسي بخاصة، وكان واحدا من جيل 1927 الشعري مع صديقيه فيدريكو جارثيا لوركا ورفائيل ألبرتي، وكان لنشره ترجمة كتاب «الشعر العربي الاندلسي» في الثلاثينات من القرن العشرين نقطة تحول للعديد من الشعراء الإسبان.
وصل إلى بغداد باعتباره سفيرا لإسبانيا يوم 13 يوليو 1958م، أي قبل يوم واحد من اندلاع الثورة في العراق. له العديد من المؤلفات حول التاريخ والأدب العربيين قديما وحديثا وترجم الكثير من النصوص العربية إلى الإسبانية منها تحقيق وترجمة كتاب «رايات المبرزين» لابن سعيد المغربي وترجمة كتاب «طوق الحمامة» لابن حزم الأندلسي ورسالة الشقندي في فضل أهل الأندلس الواردة في كتاب نفح الطيب للمقري، و«الأيام» لطه حسين (1954) كما ترجم شعر العديد من الشعراء الأندلسيين مثل ابن الزقاق وابن زمرك. كتب بحوثا مهمة حول قصر الحمراء في غرناطة مثل «قصائد عربية على جدران الحمراء» و«أضواء قديمة على صر الحمراء».
قام باحثون عرب بترجمة بعض كتبه مثل كتاب «شعراء الأندلس والمتنبي» الذي ترجمه إلى العربية الطاهر أحمد مكي و«الشعر الأندلسي» الذي ترجمه حسين مؤنس.

## وفاته
تُوفي في 31 مايو 1995) قبل يومين فقط من بلوغه عامه الـ90.

## مؤلفاته
- Un texto árabe occidental de la leyenda de Alejandro (مدريد 1929).
- Qasidas de Andalucía, puestas en verso castellano (مدريد 1940).
- Cinco poetas musulmanes (مدريد 1945).
- Poesía arábigoandaluza, breve síntesis histórica (مدريد 1952).
- Las jarchas romances de la serie árabe en su marco (مدريد 1965).
- Poemas árabes en los muros y fuentes de la Alhambra (مدريد 1985).
- Poesías / Ibn Al-Zaqqāq ; edición y traducción en verso del árabe (مدريد 1986).